# OK Human
OK Human és el catorzè àlbum d'estudi de la banda estatunidenca de rock alternatiu Weezer, publicat el 29 de gener de 2021 per Atlantic Records i Crush Management, i amb la producció de Jake Sinclair.

## Producció
La banda va decidir treballar en un nou treball que volia combinar instrumentació rock amb una orquestra a principis de 2017. El productor Jake Sinclair els va suggerir escoltar l'àlbum Nilsson Sings Newman (1970), on el músic Harry Nilsson va versionar cançons de Randy Newman. La producció d'aquest treball però era lenta i mentrestant van publicar altres treballs com el Weezer (The Black Album) (2019) i el Weezer (The Teal Album) (2019). Just acabada la producció de l'àlbum, Weezer va acceptar l'oferta d'unir-se amb les bandes Green Day i Fall Out Boy per realitzar la gira Hella Mega Tour a l'estiu de 2020. Van aprofitar l'ocasió per treballar en un altre àlbum titulat Van Weezer, i poder-lo presentar en directe en els estadis on es realitzava la gira, però l'esclat de la pandèmia de COVID-19 va ajornar la gira, i van preferir tornar a intercanviar la publicació dels dos treballs i es van tornar a centrar en la creació de OK Human al llarg de tot el 2020. Amb la inspiració de Nilsson Sings Newman i del Pet Sounds (1966) dels Beach Boys, la banda decidir enregistrar en la seva totalitat amb l'equipament anàleg, que incorporava una orquestra de 38 instruments. L'anunci de la seva fi es va produir el 17 de novembre de 2020 i poques setmanes després van anunciar el llançament del primer senzill i la seva publicació de l'àlbum pel gener de 2021.

## Llista de cançons
Totes les cançons foren escrites i compostes per Rivers Cuomo. 
| Núm.          | Títol                             | Composició                                  | Durada |
| ------------- | --------------------------------- | ------------------------------------------- | ------ |
| 1.            | «All My Favorite Songs»           | Cuomo Ashley Gorley Ben Johnson Ilsey Juber | 3:22   |
| 2.            | «Aloo Gobi»                       |                                             | 3:04   |
| 3.            | «Grapes of Wrath»                 |                                             | 2:50   |
| 4.            | «Numbers»                         |                                             | 3:20   |
| 5.            | «Playing My Piano»                |                                             | 2:36   |
| 6.            | «Mirror Image»                    |                                             | 1:18   |
| 7.            | «Screens»                         |                                             | 2:12   |
| 8.            | «Bird with a Broken Wing»         |                                             | 3:50   |
| 9.            | «Dead Roses»                      |                                             | 2:18   |
| 10.           | «Everything Happens for a Reason» |                                             | 0:24   |
| 11.           | «Here Comes the Rain»             |                                             | 2:28   |
| 12.           | «La Brea Tar Pits»                |                                             | 2:50   |
| Durada total: | Durada total:                     | Durada total:                               | 30:32  |

## Posicions en llista
| Llista (2021) | Posició |
| ------------- | ------- |
| Alemanya      | 35      |
| Canadà        | 69      |
| Estats Units  | 41      |
| Regne Unit    | 91      |

## Crèdits
| R.E.M. - Rivers Cuomo – cantant, piano - Brian Bell – piano, guitarra acústica, òrgan, veus addicionals - Scott Shriner – baix, veus addicionals - Patrick Wilson – bateria, veus addicionals Tècnics - Jonathan Allen – enginyeria - William Carroll – enginyeria - Zach Fisher – enginyeria - Brian Fombona – enginyeria - Perry Margouleff – enginyeria - Paul Pritchard – enginyeria - Maureen Sickler – enginyeria - Rachel White – enginyeria - William Wittman – enginyeria - Suzy Shinn – enginyeria, producció vocal - Lawton Burris – assistència d'enginyeria - Andy Maxwell – assistència d'enginyeria - Branko Presley – assistència d'enginyeria - Karl Wingate – assistència d'enginyeria - Lazaro Zarate – assistència d'enginyeria - John Sinclair – mescles - Pete Lyman – masterització - Jake Sinclair – producció | Músic addicionals - Peter Bahng – violí - Will Frampton – viola - Keisuke Ikuma – corn anglès, oboè - Tony Kadleck – trompeta - Ryan Keberle – trombó - Lisa Kim – concertino, violí - Ann Lehmann – violí - Matt Lehmann – violí - Rob Mathes – arranjador, director de vents, director de cordes, arranjaments de vent - Joanna Maurer – violí - Joel Noyes – viola - Tara Helen O'Connor – flauta, flautí - Erik Ralske – trompa - Ray Riccomini – trompeta - John Romano – trombó - Michael Roth – viola - Anne Sharer – trompa - Dan Shelly – fagot - Alan Stepansky – violoncel - Pavel Vinitsky – clarinet, clarinet baix - Sharon Yamada – violí - Jung Sun Yoo – violí - Becky Young – viola |